# Cariboo (circonscription britanno-colombienne)
Pour les articles homonymes, voir Cariboo (homonymie).
Circonscription électorale provinciale du Canada
Cariboo est une ancienne circonscription provinciale de la Colombie-Britannique représentée à l'Assemblée législative de la Colombie-Britannique lors de l'intégration de la province dans la Confédération canadienne dès 1871 à 1991.

## Géographie
La circonscription est établie autour de la région de Cariboo. À la fin du 19e siècle, la circonscription est réduite au territoire du plateau Cariboo entre 150 Mile House, Williams Lake, Quesnel et Barkerville.

## Liste des députés

### 1871-1894
| Législature | Années    | Député  | Député                | Parti        | Député             | Député          | Parti        | Député                 | Député                | Parti        |
| Cariboo     | Cariboo   | Cariboo | Cariboo               | Cariboo      | Cariboo            | Cariboo         | Cariboo      | Cariboo                | Cariboo               | Cariboo      |
| ----------- | --------- | ------- | --------------------- | ------------ | ------------------ | --------------- | ------------ | ---------------------- | --------------------- | ------------ |
| 1re         | 1871–1872 |         | Cornelius Booth       | Indépendant  |                    | Joseph Hunter   | Indépendant  |                        | George Anthony Walkem | Indépendant  |
| 1re         | 1872-1875 |         | John George Barnston  | Indépendant  |                    | Joseph Hunter   | Indépendant  |                        | George Anthony Walkem | Indépendant  |
| 2e          | 1875–1877 |         | Alexander E. B. Davie | Opposition   |                    | John Evans      | Opposition   |                        | George Anthony Walkem | Gouvernement |
| 2e          | 1877-1878 |         | George Cowan          | Opposition   |                    | John Evans      | Opposition   |                        | George Anthony Walkem | Gouvernement |
| 3e          | 1878–1879 |         | George Cowan          | Opposition   | Opposition         | John Evans      | Opposition   |                        | George Anthony Walkem |              |
| 3e          | 1879-1882 |         | George Cowan          | Opposition   | Opposition         | George Ferguson | Inconnu      |                        | George Anthony Walkem |              |
| 4e          | 1882–1886 |         | George Cowan          | Indépendant  |                    | Charles Wilson  | Opposition   |                        | Robert McLeese        | Gouvernement |
| 5e          | 1886–1888 |         | George Cowan          | Gouvernement |                    | Joseph Mason    | Gouvernement |                        | Robert McLeese        | Opposition   |
| 5e          | 1888-1890 |         | George Cowan          | Gouvernement | Ithiel Blake Nason | Joseph Mason    | Gouvernement | Gouvernement           |                       |              |
| 6e          | 1890–1891 |         | John Robson           | Gouvernement |                    | Joseph Mason    | Gouvernement | Samuel Augustus Rogers | Opposition            |              |
| 6e          | 1891-1892 |         | John Robson           | Gouvernement | Ithiel Blake Nason | Gouvernement    |              | Samuel Augustus Rogers | Opposition            |              |
| 6e          | 1892-1893 |         | Hugh Watt             | Gouvernement | Ithiel Blake Nason | Gouvernement    |              | Samuel Augustus Rogers | Opposition            |              |
| 6e          | 1893-1894 |         | Hugh Watt             | Gouvernement | William Adams      | Gouvernement    |              | Samuel Augustus Rogers | Opposition            |              |

### 1894-1916
| Législature | Années    | Député              | Député             | Parti        | Député | Député                 | Parti        |
| ----------- | --------- | ------------------- | ------------------ | ------------ | ------ | ---------------------- | ------------ |
| 7e          | 1894–1898 |                     | William Adams      | Gouvernement |        | Samuel Augustus Rogers | Gouvernement |
| 8e          | 1898–1900 |                     | Hans Lars Helgesen | Opposition   |        | John Charlton Kinchant | Opposition   |
| 9e          | 1900–1903 |                     | Joseph Hunter      | Conservateur |        | Samuel Augustus Rogers | Conservateur |
| 10e         | 1903–1907 |                     | James Murphy       | Libéral      |        | Harry Jones            | Libéral      |
| 11e         | 1907–1909 | John MacKay Yorston |                    | Libéral      |        | Harry Jones            | Libéral      |
| 12e         | 1909–1912 |                     | Michael Callanan   | Conservateur |        | John Fraser            | Conservateur |
| 13e         | 1912–1916 |                     | Michael Callanan   | Conservateur |        | John Fraser            | Conservateur |

### 1916-1986
| Législature | Années    | Député                 | Député                   | Parti        |
| ----------- | --------- | ---------------------- | ------------------------ | ------------ |
| 14e         | 1916–1920 |                        | John McKay Yorston       | Libéral      |
| 15e         | 1920–1924 |                        | John McKay Yorston       | Libéral      |
| 16e         | 1924–1928 |                        | David Alexander Stoddart | Provincial   |
| 17e         | 1928–1933 |                        | Roderick MacKenzie       | Conservateur |
| 18e         | 1933–1937 |                        | Donald Morrison MacKay   | Libéral      |
| 19e         | 1937–1941 | Louis LeBourdais       |                          | Libéral      |
| 20e         | 1941–1945 | Louis LeBourdais       |                          | Libéral      |
| 21e         | 1945–1947 | Louis LeBourdais       |                          | Coalition    |
| 21e         | 1947-1948 |                        | Vacant                   | Vacant       |
| 21e         | 1948-1949 |                        | Walter Hogg              | Coalition    |
| 22e         | 1949–1952 | Angus MacLean          |                          | Coalition    |
| 23e         | 1952–1953 |                        | Ralph Chetwynd           | Créditiste   |
| 24e         | 1953–1956 |                        | Ralph Chetwynd           | Créditiste   |
| 25e         | 1956–1957 |                        | Ralph Chetwynd           | Créditiste   |
| 25e         | 1957-1960 | William Collins Speare |                          | Créditiste   |
| 26e         | 1960–1963 | William Collins Speare |                          | Créditiste   |
| 27e         | 1963–1966 | William Collins Speare |                          | Créditiste   |
| 28e         | 1966–1966 | William Collins Speare |                          | Créditiste   |
| 28e         | 1966-1969 | Robert William Bonner  |                          | Créditiste   |
| 29e         | 1969–1972 | Alex Fraser            |                          | Créditiste   |
| 30e         | 1972–1975 | Alex Fraser            |                          | Créditiste   |
| 31e         | 1975–1979 | Alex Fraser            |                          | Créditiste   |
| 32e         | 1979–1983 | Alex Fraser            |                          | Créditiste   |
| 33e         | 1983–1986 | Alex Fraser            |                          | Créditiste   |

### 1986-1991
| Législature                                                  | Années    | Député | Député    | Parti      | Député         | Député        | Parti      |
| ------------------------------------------------------------ | --------- | ------ | --------- | ---------- | -------------- | ------------- | ---------- |
| 34e                                                          | 1986–1989 |        | Neil Vant | Créditiste |                | Alex Fraser   | Créditiste |
| 34e                                                          | 1989-1991 |        | Neil Vant | Créditiste | David Zirnhelt | Néo-démocrate |            |
| Circonscription divisée entre Cariboo North et Cariboo South |           |        |           |            |                |               |            |